# Girella (Motta)
La Girella è una merendina immessa sul mercato italiano da Motta nel 1973. È una delle merendine da più tempo presenti nel comparto, spesso associata al Buondì, immesso anch'esso in commercio da Motta dal 1953, ed è stata definita la "prima merendina culturalmente rivoluzionaria".

## Storia
Dopo che la SME, finanziaria del settore agroalimentare di proprietà dell'IRI, rilevò il controllo di Motta nel 1968, e poco dopo, nel 1970, il 50% del capitale di Alemagna (sua tradizionale rivale nel settore dolciario e alimentare italiano ed ancor più nell'industria artigianale milanese), fu deciso da parte della società delle Partecipazioni Statali lo sviluppo del settore dei prodotti da forno a consumo a continuativo (le cosiddette monodose), fino ad allora considerato solo come d'accompagno alla colazione al bar (in origine il Buondì era stato creato proprio per questo) che potesse essere alternativo alle merende abitualmente consumati dai ragazzi fino ad allora quasi esclusivamente basate su brioche tradizionali e prodotti e snack a base di cioccolato.
Considerate un prodotto "di nicchia" nei primi anni settanta, il mercato delle merendine cominciò ad espandersi proprio grazie agli investimenti messi in campo nel settore dalla SME, divenuta presto in quegli anni tra i leader indiscussi del settore (ed anche nel decennio successivo: nel 1982 Sidalm, capogruppo dolciaria della SME e proprietaria del prodotto, deteneva una quota pari al 22,8% del mercato delle monodose; e a conferma di ciò, nel 2012 è stato pubblicato un libro, Correva l'anno della Girella in cui gli autori, facendo un'analisi delle abitudini di quegli anni, mettono in evidenza come chi ha vissuto la propria adolescenza in quell'era storica si trovi disorientato rispetto agli usi e costumi delle nuove generazioni, e pongono la Girella prodotta all'epoca come una delle cose maggiormente rimpiante da chi era giovane in quei tempi), che portarono via via ad una diffusione sempre più frequente di questo genere di alimenti dolciari tra gli adolescenti (e non solo) del periodo. Soprattutto dopo che SME operò nel 1976 la fusione tra Motta ed Alemagna in Unidal (operazione rivelatasi subito fallimentare e che comportò lo scioglimento della società dopo solo un anno dalla sua costituzione, e le cui attività nel settore dolciario furono rilevate da Sidalm nel 1977, altra società del gruppo SME), furono immesse sul mercato, oltre a Buondì e Girella, numerose nuove merendine monodose a marchio Motta e Alemagna. Tra queste, tra la fine del 1979 e l'inizio del 1980 vi fu la versione ricoperta al cioccolato di Girella (fino ad allora prodotta solamente nella versione farcita con strati di nocciola al suo interno), comunemente nota come Girella Ricoperta, commercializzata precisamente per un decennio fino all'inizio del 1990; in quello stesso anno vi fu l'inizio della privatizzazione del settore dolciario della SME, con lo scioglimento di Alivar (società che nel 1986 aveva rilevato da Sidalm la gestione di tale comparto), e la costituzione di Nuova Forneria, una joint venture tra SME, Barilla Dolciaria e Ferrero che rilevò il segmento delle merendine Motta. Successivamente la società sarà acquisita nel 2002 dal gruppo Bistefani, a sua volta interamente rilevato nel 2012 da Bauli, da quel momento in poi produttrice e titolare di Girella.
Nei mercati al di fuori di quello italiano, Girella viene commercializzata da Bauli International, divisione operativa estera del gruppo veronese, con il marchio Bauli e non Motta (stessa cosa avviene per il Buondì). A settembre 2024, Bauli ha deciso di adottare questa strategia di mercato anche in Italia, commercializzando Girella (e Buondì) con il marchio Bauli e non più Motta.
All’inizio del 2023, esattamente 33 anni dopo la cessazione della sua produzione da parte della SME, Bauli ha reintrodotto sul mercato la Girella Ricoperta, ridenominata Girella Granella.

## Campagna pubblicitaria
Memorabili sono state le campagne pubblicitarie che hanno reclamizzato Girella tra la fine degli anni settanta e gli inizi degli anni ottanta: fu creata una vera e propria serie fumettistica (che compariva puntualmente in ogni edizione dei giornali per ragazzi dell'epoca) chiamata Le Avventure di Toro Farcito, dove il protagonista era un capo tribù pellerossa (il cui nome richiamava il noto Toro Seduto), il quale aveva il compito di difendere il suo accampamento dal cowboy chiamato Golosastro, che dopo aver divorato quantità industriali di Girella ed esser "quasi rimasto a secco" voleva entrare nella Valle della Buona Merenda con lo scopo di rubare quelle dei membri della tribù indiana. Ogni volta il Golosastro veniva sconfitto e scacciato, mentre Toro Farcito consumava la Girella meritatamente conquistata sul campo come trofeo esclamando lo slogan: "la morale è sempre quella, fai merenda con Girella". La serie reclamistica fu contemporaneamente realizzata anche in spot pubblicitari televisivi che erano dei veri e propri cortometraggi di cartoni animati, realizzati dal disegnatore e animatore Guido Manuli, con tanto di jingle del celebre slogan preparato dal maestro Gianfranco Tadini. Con il ritorno di Girella sotto il marchio Motta, scompaiono definitivamente i personaggi di Golosastro e Toro Farcito.

## Valori nutrizionali
I valori nutrizionali della Girella sono i seguenti, per 100 g di alimento:
- Carboidrati 57 g
- Proteine 5,8 g
- Grassi 12 g
- Valore energetico 372 kcal (1564 kJ)